# Cressé
Cressé település Franciaországban, Charente-Maritime megyében. Lakosainak száma 225 fő (2022. január 1.). Cressé Bazauges, Beauvais-sur-Matha, Fontaine-Chalendray, Le Gicq, Gourvillette, Seigné és Les Touches-de-Périgny községekkel határos.

## Népesség
A település népességének változása:
| Lakosok száma | 404  | 307  | 266  | 255  | 226  | 239  | 240  | 229  | 222  | 225  |
|               | 1968 | 1982 | 1990 | 2006 | 2013 | 2015 | 2017 | 2019 | 2020 | 2022 |